# Les Pilotes de la mort
Pour plus de détails, voir Fiche technique et Distribution.
Les Pilotes de la mort (The Legion of the Condemned) est un film américain réalisé par William A. Wellman, sorti en 1928.

## Synopsis
Pendant la Première Guerre mondiale, quatre jeunes hommes d'horizons différents s'enrôlent comme pilotes dans l'Escadrille La Fayette, une unité militaire de volontaires américains. Les quatre hommes fuient quelque chose la loi, l'amour ou eux-mêmes. Chaque fois qu'une mission dangereuse se présente, les quatre hommes tirent des cartes pour voir qui s'envolera vers une mort quasi certaine. Avec son meilleur ami Byron Dashwood déjà mort au combat, Gale Price tire la carte haute la fois suivante.
Alors qu'il se prépare à larguer un espion derrière les lignes ennemies, Gale se souvient des événements qui ont conduit à ce moment, racontant sa romance malheureuse avec Christine Charteris, qu'il croit maintenant être une espionne allemande. Alors qu'il s'approche de son avion, Gale découvre que sa passagère est Christine, qui est en fait un agent des services secrets français. Avant qu'elle ne puisse expliquer sa véritable identité, Gale est obligée de conduire Christine à son point de rendez-vous. Les deux jeunes sont capturés avec Christine condamnée à être exécutée comme espionne. Juste avant de se rendre au peloton d'exécution, un bombardement a lieu.
Ils sont finalement secourus par leur unité et se réconcilient.

## Fiche technique
- Titre : Les Pilotes de la mort
- Titre original : The Legion of the Condemned
- Réalisation : William A. Wellman, assisté de Charles Barton
- Scénario : John Monk Saunders et Jean de Limur
- Intertitres : George Marion Jr.
- Production : Jesse L. Lasky, E. Lloyd Sheldon (en) producteur associé, William A. Wellman et Adolph Zukor
- Société de production et de distribution : Paramount Pictures
- Direction artistique : Hans Dreier et Lawrence Hitt
- Costumes : Travis Banton, Edith Head et A. MacDonald
- Photographie : Henry W. Gerrard
- Montage : Carl Pierson et Alyson Shaffer
- Pays : américain
- Langue : anglais
- Genre : guerre, drame
- Format : Noir et blanc - 35 mm - 1,33:1 - Film muet
- Durée : 80 minutes
- Date de sortie :
  - États-Unis :10 mars 1928

## Distribution
- Gary Cooper : Gale Price
- Fay Wray : Christine Charteris
- Barry Norton : Byron Dashwood
- Lane Chandler : Charles Holabird
- Francis McDonald : Gonzolo Vasquez
- George Voya : Robert Montagnal
- Freeman Wood : Richard De Witt
- E.H. Calvert : Commandant
- Albert Conti : Von Hohendorff
- Charlotte Bird : Celeste
- Toto Guette : Mechanic